# Oz
Oz fue una serie dramática producida por HBO. Tuvo seis temporadas; fue creada por Tom Fontana y producida por Barry Levinson. Se emitía en HBO, y en España por Digital+ y el 1 de marzo de 2018 se volvió a emitir en HBO España.

## Sinopsis
Las introducciones, finales y comentarios sobre la historia en las cárceles desde la perspectiva social son hechos por Augustus Hill (Harold Perrineau Jr.), que actúa como personaje recurrente para estos cortes. 
Asimismo, su rol en la parte activa de Oz es el de un detenido con discapacidad motriz que va en silla de ruedas, extraficante y ex-drogadicto.

### Normas y delitos
Las reglas de Em City son dichas a los nuevos prisioneros cuando llegan:

En Emerald City tenemos reglas, tenemos muchas más reglas que en ninguna otra parte de Oz. Su celda es su hogar, manténganla limpia, sin una mota de polvo. Van a hacer ejercicio regularmente, ir a clases, e ir a terapias de drogas y alcohol. Van a trabajar en uno de los puestos de la prisión. Van a seguir la rutina. Les diremos cuándo dormir, cuándo comer, cuándo mear. Sin gritos, sin peleas, y prohibido follar. Sigan las reglas, aprendan autodisciplina, porque si hubieran tenido algún atisbo de autodisciplina, algún control sobre ustedes mismos, no estarían aquí sentados ahora mismo. ¿Preguntas?

Hay tres delitos que se cometen en Em City regularmente: peleas, venta y consumo de heroína, y asesinatos. El control de las drogas (a las que se les llama tetas, siendo bebés los consumidores) recae durante la serie en varias bandas de presos.

## Episodios
| Temporada | Temporada | Episodios | Fecha de lanzamiento | Fecha de lanzamiento    |
| Temporada | Temporada | Episodios | Inicio               | Final                   |
| --------- | --------- | --------- | -------------------- | ----------------------- |
|           | 1         | 8         | 12 de julio de 1997  | 25 de agosto de 1997    |
|           | 2         | 8         | 11 de julio de 1998  | 31 de agosto de 1998    |
|           | 3         | 8         | 14 de julio de 1999  | 1 de septiembre de 1999 |
|           | 4         | 16        | 12 de julio de 2000  | 25 de febrero de 2001   |
|           | 5         | 8         | 6 de enero de 2002   | 24 de febrero de 2002   |
|           | 6         | 8         | 5 de enero de 2003   | 23 de febrero de 2003   |

## Ambientación y posturas
Oz narra la vida dentro de la prisión de máxima seguridad llamada Oswald State Correctional Facility, donde al nivel cuatro se le llama Emerald City. El nombre de la serie no solo se originó por el apócope de Oswald, sino también por el nombre del país imaginario de la novela de L. Frank Baum, El mago de Oz; de ahí el uso del nombre Emerald City en el programa, pues en la obra literaria es donde reside el mago de Oz.
Emerald City, abreviado como Em City y también llamado a veces Bloque de celdas 5, es un bloque partícipe de un proyecto experimental de rehabilitación de la prisión, donde los prisioneros tienen más libertad, y hay un número controlado de internos de cada raza o grupo social. De hecho, el ambiente creado en Em City intenta recrear los problemas de las prisiones estadounidenses.
La serie pretende no solo entretener, sino denunciar los problemas que existen. Desde la perspectiva de Oz, nadie se puede rehabilitar y reeducar porque el sistema penitenciario se encuentra lleno de corrupción. Asimismo, tampoco hay extremos: todo personaje naturalmente "bueno" comete sus pequeños o grandes crímenes, y todo personaje que provoca caos y problemas normalmente tiene su momento de retracción o piedad. Otra denuncia de Oz es la tensión racial que existe entre los presos, el maltrato que se les hace y el aumento notorio de presos en las cárceles a finales de los años 1990. Nunca se dice el estado en el que se localiza Oz, (aunque se especula que pueda ser Illinois o Nueva York), pero está admitida la pena de muerte. El gobernador procura que todas los presos del corredor de la muerte cumplan su condena tajantemente. Se hace una crítica constante a la pena de muerte.

### Clasificación por edad
En la mayoría de las difusiones de la serie en todo el mundo, no solo se ha emitido en horario nocturno, sino que aparecían rótulos que indicaban que Oz es para mayores de 16 años (aunque varía según el país). Esto es debido a la cantidad de violencia explícita, lenguaje soez, uso de drogas, violaciones, ejecuciones, desnudos, contenido sexual, conflictos raciales y culturales. En Oz se detallan gráficamente los delitos de los presos principales; así como sus actos entre rejas, lo que incluye todas las situaciones anteriores.

### Grupos
- Negros: Una de las bandas más grandes de Em City y de toda Oz. Sus miembros se dedican mayoritariamente al tráfico de drogas, y a consumirlas. Como la mayoría (78 %) de los prisioneros de Oz son de raza negra, tienen muchos integrantes y por lo tanto mucho poder, aunque suelen tener problemas con el liderazgo interno. Aunque frecuentemente colaboran, no se llevan bien con los Latinos ni con los Italianos, ni por supuesto con la Hermandad Aria, de la que se mantienen alejados. Se suelen encargar de la cocina junto con los Italianos. Líderes: Jefferson Keane, Simon Adebisi y Burr Redding.
- Hermandad Aria: Están en contra del tráfico de drogas, y tienen problemas con los presos judíos, Latinos y Musulmanes. Aunque también odian a los Negros, se mantienen alejados de ellos y solo tienen disputas ocasionales. Para entrar en la Hermandad no solo hace falta ser de pura raza blanca, sino que habitualmente el entrante tiene que matar a un prisionero. Encargados del correo que entra y sale de Oz. Líderes: Vernon Schillinger.
- Musulmanes: Una banda si bien no muy grande, muy unida. Sus miembros son musulmanes, principalmente de raza negra, que leen el Corán y pretenden cambiar la brutalidad, el racismo y las malas condiciones de vida de la prisión, y lo denuncian siempre que pueden. Están en contra de la homosexualidad y del tráfico de drogas. No suelen tener problemas con otras bandas. Líderes: Kareem Said y Hamid Khan.
- Italianos: De ancestros sicilianos, esta banda de italoestadounidenses está bien establecida en Oz. De hecho, varios funcionarios sirven a la "familia" y es la banda mejor conectada fuera de la prisión, pudiendo encargar todo tipo de asesinatos. Están en el negocio de las drogas y las apuestas, y se encargan asiduamente de la cocina, aunque también se han encargado de la fábrica de ropa carcelaria. La mayoría son descendientes de Sicilia por eso también se les llama los "sicilianos". Líderes: Nino Schibetta, Peter Schibetta, Antonio Nappa y Chucky Pancamo.
- Latinos: La banda hispánica de Oz, llamada también El Norte. Se dedican al tráfico de drogas, y se ven frecuentemente envueltos en crímenes brutales. Trabajan en muchas ocasiones junto a los Italianos. Los Latinos se ven frecuentemente trabajando en la enfermería. Líderes: Miguel Álvarez, Raoul "El Cid" Hernández y Enrique Morales.
- Moteros: Tatuados, vestidos con cuero y con pañuelos en la cabeza. Esta banda no se dedica al tráfico de drogas, pero sus miembros sí hacen uso de ellas. Están aliados con la Hermandad Aria, así en caso de ataque por parte de los Negros, pueden tener apoyo. Líderes: Scott Ross y Jaz Hoyt.
- Cristianos: Lectores de la Biblia, y castigadores de pecados. No tienen problemas con el resto de bandas. Líder: Reverendo Jeremiah Cloutie.
- Gays: Prisioneros homosexuales de Oz. Suelen ser objetivo sexual de la Hermandad Aria, los Negros y los Latinos. Líderes: Tony Masters y Jason Cramer.

## Elenco
| Intérprete               | Personaje                       | Temporadas  | Temporadas  | Temporadas  | Temporadas  | Temporadas  | Temporadas  |  |
| Intérprete               | Personaje                       | 1           | 2           | 3           | 4           | 5           | 6           |  |
| Principales              | Principales                     | Principales | Principales | Principales | Principales | Principales | Principales |  |
| ------------------------ | ------------------------------- | ----------- | ----------- | ----------- | ----------- | ----------- | ----------- |  |
| Ernie Hudson             | Director Leo Glynn              | Principal   | Principal   | Principal   | Principal   | Principal   | Principal   |  |
| Terry Kinney             | Tim McManus                     | Principal   | Principal   | Principal   | Principal   | Principal   | Principal   |  |
| Harold Perrineau         | Augustus Hill                   | Principal   | Principal   | Principal   | Principal   | Principal   | Principal   |  |
| Eamonn Walker            | Kareem Saïd                     | Principal   | Principal   | Principal   | Principal   | Principal   | Principal   |  |
| Lee Tergesen             | Tobias Beecher                  | Recurrente  | Principal   | Principal   | Principal   | Principal   | Principal   |  |
| Kirk Acevedo             | Miguel Alvarez                  | Recurrente  | Principal   | Principal   | Principal   | Principal   | Principal   |  |
| Rita Moreno              | Hermana Peter Marie Reimondo    | Recurrente  | Principal   | Principal   | Principal   | Principal   | Principal   |  |
| J. K. Simmons            | Vernon Schillinger              | Recurrente  | Principal   | Principal   | Principal   | Principal   | Principal   |  |
| Dean Winters             | Ryan O'Reily                    | Recurrente  | Principal   | Principal   | Principal   | Principal   | Principal   |  |
| Adewale Akinnuoye-Agbaje | Simon Adebisi                   | Invitado    | Recurrente  | Principal   | Principal   |             |             |  |
| Recurrentes e invitados  |                                 |             |             |             |             |             |             |  |
| BD Wong                  | Padre Ray Mukada                | Recurrente  | Recurrente  | Recurrente  | Recurrente  | Recurrente  | Recurrente  |  |
| Edie Falco               | Oficial Diane Whittlesey        | Recurrente  | Recurrente  | Recurrente  | Invitado    |             |             |  |
| Steven Wishnoff          | Tony Masters                    | Recurrente  | Recurrente  | Recurrente  | Recurrente  | Recurrente  | Recurrente  |  |
| Sean Whitesell           | Donald Groves                   | Recurrente  |             |             |             |             |             |  |
| Tony Musante             | Nino Schibetta                  | Recurrente  |             |             |             |             |             |  |
| Leon Robinson            | Jefferson Keane                 | Recurrente  |             |             |             |             | Invitado    |  |
| Derrick Simmons          | Billie Keane                    | Recurrente  |             |             |             |             |             |  |
| Jon Seda                 | Dino Ortolani                   | Invitado    |             |             |             |             | Invitado    |  |
| Lauren Vélez             | Dr. Gloria Nathan               | Invitado    | Recurrente  | Recurrente  | Recurrente  | Recurrente  | Recurrente  |  |
| George Morfogen          | Bob Rebadow                     | Invitado    | Recurrente  | Recurrente  | Recurrente  | Recurrente  | Recurrente  |  |
| J. D. Williams           | Kenny Wangler                   | Invitado    | Invitado    | Recurrente  | Recurrente  |             |             |  |
| Željko Ivanek            | Gobernador James Devlin         | Invitado    | Invitado    | Recurrente  | Recurrente  | Recurrente  | Recurrente  |  |
| muMs da Schemer          | Arnold "Poet" Jackson           | Invitado    | Invitado    | Recurrente  | Recurrente  | Recurrente  | Recurrente  |  |
| Granville Adams          | Zahir Arif                      | Invitado    | Invitado    | Recurrente  | Recurrente  | Recurrente  | Recurrente  |  |
| Rick Fox                 | Jackson Vahue                   | Invitado    | Invitado    |             | Recurrente  |             | Recurrente  |  |
| Eddie Malavarca          | Peter Schibetta                 | Invitado    | Invitado    | Invitado    |             | Invitado    | Invitado    |  |
| Christopher Meloni       | Chris Keller                    |             | Recurrente  | Recurrente  | Recurrente  | Recurrente  | Recurrente  |  |
| Tom Mardirosian          | Agamemnon Busmalis              |             | Invitado    | Recurrente  | Recurrente  | Recurrente  | Recurrente  |  |
| Scott William Winters    | Cyril O'Reily                   |             | Invitado    | Recurrente  | Recurrente  | Recurrente  | Recurrente  |  |
| Austin Pendleton         | William Giles                   |             | Invitado    | Recurrente  | Recurrente  | Recurrente  |             |  |
| Kathryn Erbe             | Shirley Bellinger               |             | Invitado    | Recurrente  | Recurrente  |             | Invitado    |  |
| Luis Guzmán              | Raoul "El Cid" Hernandez        |             | Invitado    | Recurrente  | Recurrente  |             |             |  |
| Mark Margolis            | Antonio Nappa                   |             | Invitado    | Recurrente  |             |             | Invitado    |  |
| Chuck Zito               | Chucky Pancamo                  |             | Invitado    | Invitado    | Recurrente  | Recurrente  | Recurrente  |  |
| R.E. Rogers              | James Robson                    |             | Invitado    | Invitado    | Invitado    | Invitado    | Recurrente  |  |
| Evan Seinfeld            | Jaz Hoyt                        |             | Invitado    | Invitado    | Invitado    | Invitado    | Recurrente  |  |
| Otto Sanchez             | Carmen "Chico" Guerra           |             | Invitado    | Invitado    | Invitado    | Invitado    | Recurrente  |  |
| Sean Dugan               | Timmy Kirk                      |             | Invitado    |             | Invitado    | Invitado    | Recurrente  |  |
| Robert Clohessy          | Oficial Sean Murphy             |             |             | Recurrente  | Recurrente  | Recurrente  | Recurrente  |  |
| Kristin Rohde            | Oficial Claire Howell           |             |             | Recurrente  | Recurrente  | Recurrente  | Recurrente  |  |
| Philip Casnoff           | Nikolai Stanislofsky            |             |             | Recurrente  | Recurrente  |             |             |  |
| Seth Gilliam             | Oficial Clayton Hughes          |             |             | Recurrente  | Recurrente  |             |             |  |
| Kevin Conway             | Seamus O'Reily                  |             |             | Invitado    | Recurrente  | Recurrente  | Recurrente  |  |
| Charles Busch            | Nathaniel 'Nat' Ginzburg        |             |             | Invitado    | Recurrente  |             |             |  |
| David Zayas              | Enrique Morales                 |             |             |             | Recurrente  | Recurrente  | Recurrente  |  |
| Reg E. Cathey            | Martin Querns                   |             |             |             | Recurrente  |             | Invitado    |  |
| Erik King                | Moses Deyell                    |             |             |             | Recurrente  |             |             |  |
| Lance Reddick            | Johnny Basil / Desmond Mobay    |             |             |             | Recurrente  |             |             |  |
| Lord Jamar               | 'Allah supremo' / Kevin Ketchum |             |             |             | Recurrente  |             |             |  |
| Michael Wright           | Omar White                      |             |             |             | Recurrente  | Recurrente  | Recurrente  |  |
| Anthony Chisholm         | Burr Redding                    |             |             |             | Recurrente  | Recurrente  | Recurrente  |  |
| Luke Perry               | Jeremiah Cloutier               |             |             |             | Recurrente  | Recurrente  |             |  |
| Betty Buckley            | Suzanne Fitzgerald              |             |             |             | Recurrente  | Recurrente  | Recurrente  |  |
| Blake Robbins            | Oficial Dave Brass              |             |             |             | Invitado    | Invitado    | Recurrente  |  |
| Patti LuPone             | Stella Coffa                    |             |             |             |             |             | Recurrente  |  |
| Joel Grey                | Lemuel Idzik                    |             |             |             |             |             | Recurrente  |  |
| Bobby Cannavale          | Alonzo Torquemada               |             |             |             |             |             | Recurrente  |  |

### Reos principales
- Tobias Toby Beecher : Recluso #97B412, condenado el 5 de julio de 1997 por conducir ebrio y atropellar a una niña. Es el protagonista de la serie, un exitoso abogado y padre de familia que termina en Oz por culpa de su adicción al alcohol. Su ingreso no va a ser nada fácil: mal visto por los demás reos y víctima del matón Simon Adebisi, es ridiculizado y sodomizado por Vernon Schillinger y como resultado se acostumbra a consumir las drogas que le suministra Ryan O'Reily. Gracias a ellas, adquiere el suficiente valor para lastimarle el ojo a Schillinger y cagarle en la cara, volviéndose más psicótico y loco.
  - Sentencia: 15 años, con derecho a libertad condicional en 4, la cual le fue negada en 2001, concedida en 2003, pero volviendo de inmediato a Oz debido a la violación de la misma.
  - Banda: ninguna.
  - Estado actual: Vivo.
  - Interpretado por: Lee Tergesen.

| Nombre                                   | Situación                                                                                            | Año  |
| ---------------------------------------- | --- | ---- |
| Catherine "Cathy" Rockwell               | Atropellada accidentalmente a toda velocidad mientras estaba borracho                                | 1997 |
| Funcionario de correccional Karl Metzger | Brutalmente asesinado, degollado con sus propias uñas por venganza a la paliza de Vernon Schillinger | 1999 |
| Vernon Vern Schillinger                  | accidentalmente acuchillado en el pecho durante una representación de Macbeth                        | 2003 |

| Nombre             | Situación | Año  |
| ------------------ | --- | ---- |
| Andrew Schillinger | Murió intoxicado de una sobredosis de drogas, como parte de un montaje planeado junto a Chris Keller y Ryan O'Reily               | 1999 |
| Hank Schillinger   | Contrató a los italianos para que Gaetano Cincetta le pegase un tiro en la cabeza, en venganza por haber asesinado a su hijo Gary | 2000 |

- Christopher "Chris" Keller: Recluso #98K514, condenado el 16 de junio de 1998 por homicidio, dos intentos de asesinato, asalto con un arma, robo, conducción en estado de ebriedad y conducción temeraria. Un bisexual asesino en serie con tendencias de maníacodepresivas, se enamora de Beecher después de haber compartido celda y sentirse arrepentido por haberle roto los brazos tras ser manipulado por Schillinger, aunque algunas veces le haya traicionado, su amor por Beecher motiva la mayoría de sus actos; además está enemistado con Taylor Pierce, debido a que este le investiga por el homicidio de 3 homosexuales. Se suicidó en 2003 al ser rechazado por Beecher, aunque no sin antes dejar una caja de ántrax en la sala de correos (donde trabajan los arios) para inundar toda Oz.
  - Sentencia: 88 años, con derecho a libertad condicional en 50.
  - Banda: ninguna.
  - Estado: fallecido en 2003, después de suicidarse al arrojarse de una barandilla.
  - Interpretado por: Christopher Meloni.

| Nombre                                                                          | Situación                                                                                        | Año  |
| ------------------------------------------------------------------------------- | ------------------------------------------------------------------------------------------------ | ---- |
| Bryce Tibbets, Mark Carachi, Byam Lewis                                         | Violados, torturados y desmembrados                                                              | 1996 |
| Dueño de la tienda                                                              | Disparo en el pecho después de ser asaltado                                                      | 1998 |
| Nate Shemin y Raymond "Mondo" Browne                                            | Como parte de un montaje para sacar a Martin Querns de EM City                                   | 2000 |
| Ronald "Ronnie" Barlog                                                          | Le rompió el cuello para evitar que testificara contra él                                        | 2001 |
| Frankin Winthrop                                                                | Le rompió el cuello por haber asesinado al padre de Beecher                                      | 2003 |
| Miembros restantes de la Hermandad Aria y otros dos Funcionarios correccionales | Todos murieron envenenados con altas dosis de ántrax, para evitar que le hicieran daño a Beecher | 2003 |

| Nombre                    | Situación | Año  |
| ------------------------- | --- | ---- |
| Andrew Schillinger        | Murió a causa de una sobredosis de drogas, como parte de un montaje urdido junto a Tobias Beecher y Ryan O'Reily | 1999 |
| Vernon "Vern" Schillinger | Le pasó un cuchillo de verdad a Beecher, para que este lo apuñalara durante una representación de Macbeth        | 2003 |

- Augustus Hill: recluso #95H522, condenado el 6 de noviembre de 1995 por posesión de drogas y asesinato en segundo grado. Es el narrador de la serie, un ex-drogadicto y traficante que durante su arresto fue lesionado gravemente por un agente de policía, como parte de la represalia de este por haber asesinado al agente Lawrence Hudack. En prisión es un hombre relativamente tranquilo y respetado, además de participar en procesos de rehabilitación con la hermana Peter Marie. Cuando tiene que prestar ayuda a sus amigos, no duda en hacerlo. Muere acuchillado en el estómago en 2002, aunque su espíritu sigue apareciendo hasta el fin de la serie.
  - Sentencia: cadena perpetua con derecho a libertad condicional a los 20.
  - Banda: ninguna, con cercanía hacia los Negros.
  - Estado: Fallecido en 2002, a causa de una cuchillada en el estómago asestada por Frank Urbano.
  - Interpretado por: Harold Perrineau.

| Nombre                 | Situación                                                         | Año  |
| ---------------------- | ----------------------------------------------------------------- | ---- |
| Agente Lawrence Hudack | Disparo en la cabeza para intentar escapar de una redada policial | 1995 |

| Nombre                        | Situación | Año  |
| ----------------------------- | --- | ---- |
| Kevin "Supreme Allah" Ketchum | Murió de una reacción alérgica a los huevos, suministrados por Arnold "Poet" Jackson para ganarse el respeto de Burr Redding | 2001 |

- Ryan O'Reily: Recluso #97P904, condenado el 12 de julio de 1997 por dos cargos de homicidio vehicular, cinco cargos de conducción temeraria, posesión de sustancias ilegales, posesión de armas y violación de la libertad condicional. Es el personaje más manipulador, mentiroso, compulsivo y genocida de la serie, un sociópata irlandés con un largo historial de violencia y crimen. Ante cada conflicto que se le presenta, siempre encarga a otro que lo resuelva cometiendo un asesinato. En 1998 se enamora de la doctora Gloria Nathan después de que ésta le salvase de un cáncer de mama detectado antes, lo cual lo hará cometer sus peores crímenes, haciendo que su hermano Cyril, un retrasado mental, llegue a Oz. Es el personaje que más asesinatos ha provocado en toda la serie.
  - Sentencia: cadena perpetua con derecho a libertad condicional en 12.
  - Banda: Irlandeses (Líder).
  - Estado: Vivo.
  - Interpretado por: Dean Winters.

| Nombre                                           | Situación | Año  |
| ------------------------------------------------ | --- | ---- |
| Dos trabajadores de la construcción desconocidos | Atropellados brutalmente | 1997 |
| Patrick                                          | Murió cuando O'Reily chocó con un poste, golpeándose la cabeza | 1997 |
| Antonio "Nino" Schibetta                         | Murió de una hemorragia intestinal después de que él y Adebisi le pusieran vidrio molido en los almuerzos, para evitar que Schibetta quisiera deshacerse de ellos | 1997 |
| Patrick Keenan                                   | Cráneo destrozado con una mancuerna, en venganza por haber violado a la doctora Nathan                                                                            | 2000 |

| Nombre                               | Situación | Año  |
| ------------------------------------ | --- | ---- |
| Dino Ortolani                        | Murió quemado por Johnny Post, después de sobornar a los funcionarios y aliarse con Jefferson Keane | 1997 |
| John "Johnny" Post                   | Lo vendió a los italianos, para que estos lo castraran y trituraran, para seguir vendiendo drogas en EM City | 1997 |
| Julio Martínez                       | Urdió un montaje contra Tizi Ouzou (Jefferson Keane) con la ayuda de Mike Healy, para que dos hispanos, Martínez entre ellos, le machacasen, pero Keane termina matando a Martínez                                      | 1997 |
| Jefferson Keane / Tizi Ouzou         | Es el máximo responsable de que lo condenen a muerte por inyección letal | 1997 |
| Preston Nathan                       | Estrangulado con un cable por Cyril, su hermano, a petición de Ryan, porque se había enamorado de su esposa, la doctora Nathan                                                                                          | 1998 |
| Andrew Schillinger                   | Fue partícipe de su muerte, en venganza porque Vernon Schillinger violó a Cyril | 1999 |
| William Cudney                       | Acuchillado en el cuello por Yuri Kosygin, para evitar que lo delate por hacer trampa en el torneo de boxeo | 1999 |
| Hamid Khan                           | Por sobrealentar demasiado a Cyril, este lesionó gravemente a Khan en la final del torneo, estando miserablemente conectado y siendo después desconectado                                                               | 2000 |
| Nikolai Stanislofsky                 | Murió electrocutado en la bañera por la funcionaria correccional Claire Howell, como parte del plan de O'Reily para deshacerse de él, debido a que este lo jodió con un móvil                                           | 2000 |
| Nate Shemin y Raymond "Mondo" Browne | Asesinados por Chris Keller, como parte de un montaje para sacar de EM City a Martin Querns | 2000 |
| Li Chen                              | Acuchillado por Cyril después de que este golpease a su hermano, el cual lo iba a asesinar por haberle faltado al respeto a su madre                                                                                    | 2002 |
| Jia Kenmin                           | Machacado a golpes por funcionarios correccionales mandados por Tom Robinson y O'Reily, como parte de una vendetta personal del último, después de que Kenmin se burlara del triste destino de Cyril, la pena de muerte | 2002 |
| Peter Schibetta                      | Fue acuchillado por los italianos, después de que O'Reily los manipulara, por ser irrespetuoso con su madre | 2003 |

- Vernon Vern Schillinger: Recluso #92S110, condenado el 21 de octubre de 1992 por asalto agravado en primer grado. Es el antagonista principal de toda la serie, el líder de la hermandad aria, un delincuente sádico, violento, homófobo y racista líder de la comarca neonazi de Oz, aunque con Tobias Beecher, poco a poco los otros reos le irán perdiendo el miedo y, por lo tanto, el respeto. Tiene una buena relación con Chris Keller, aunque a veces no se lleven bien. Pese a su carácter homófobo, irónicamente se relaciona con otros homosexuales, aunque sea solo para violarlos y humillarlos. Muere en 2003 acuchillado accidentalmente durante una representación de Macbeth, aunque en realidad todo era una trampa de Keller.
  - Sentencia: 8 años con derecho a libertad condicional en 5, posteriormente condenado en 1998 a 10 años adicionales por conspiración de asesinato y sin derecho a libertad condicional.
  - Banda: Hermandad Aria (Líder)
  - Estado: Fallecido en 2003, a causa de una puñalada accidental en el pecho provocada por Tobias Beecher.
  - Interpretado por: J.K. Simmons.

- Asesinatos cometidos:
- Alexander Vogel: acuchillado brutalmente por él y otros lacayos suyos, y luego colgado en el gimnasio, para poder ganar respeto nuevamente (1998).

- Asesinatos Ordenados:
- Andrew Schillinger: facilitó el traspaso de drogas a la celda de su hijo, por medio de Len Lopresti, sin darse cuenta de que esto era un montaje de Beecher (1999).
- Gary Becher: ordenó a su hijo Hank la muerte del pequeño Gary como venganza por la muerte de Andrew (2000).
- Carl Jenkins: incitó a su suicidio, debido a que este iba a delatar a los arios por la muerte de Leroy Tidd/Salah Udeen (2001).
- Adam Guenzel: lo engañó para que este se electrocutara mientras "escapaba de prisión", para evitar que lo delatase por haberlo violado (2002).
- Harrison Beecher: se valió de Franklin Winthrop para que este lo acuchillara, como una forma de iniciarlo en la hermandad aria (2003).

- Simon Adebisi: Recluso # 93A234, condenado el 2 de mayo de 1993 por asesinato en primer grado.

Sentencia: Cadena perpetua sin posibilidad de libertad condicional.
- Banda: los Negros (Líder en 1998 y 2000)
- Estado: Fallecido en 2000, acuchillado en la espalda por Kareem Saïd en defensa propia.
- Interpretado por: Adewale Akinnuoye-agbaje.

Violento, sádico, enfermo y paranoico a más no poder, Adebisi es sin duda uno de los personajes más malvados de toda la serie, un violador sin remordimientos que es capaz de matar a cualquiera por conseguir lo que quiere. Único Homeboy de origen netamente africano, es el responsable de violar a Peter Schibetta y de la muerte de su padre. Aunque se lleva relativamente bien con Chucky Pancamo, no duda en traicionar a quien sea con tal de tener más poder: muere acuchillado por Kareem Said en 2000.
- Asesinatos cometidos:
- Policía encubierto: decapitado con un machete por intentar desbaratar su organización criminal (1993).
- Paul Markstrom: colgado en el gimnasio por ser un policía encubierto (1997).
- Antonio Nino Schibetta: murió de una hemorragia intestinal después de que él y O`Reily le pusieran vidrio molido en los almuerzos, para evitar que Schibetta quisiera deshacerse de ellos (1997).

- Asesinatos ordenados:
- Kenny Ladrillos Wangler, Junior Pierce, Funcionario correccional Joseph Howard, Lou Rath: orquestó sus asesinatos a manos de Guillaume Tarrant para hacer que despidieran a Tim McManus de EM City (2000).
- Guillaume Tarrant: se suicidó al darse cuenta de que o el equipo SORT o Adebisi lo iban a freír vivo (2000).

Kareem Saïd: Recluso #97S444 condenado el 6 de junio de 1997 por atentado incendiario.
Sentencia: 18 años, con derecho a libertad condicional en 5.
- Banda: los Musulmanes (Líder entre 1997 y 1999, volvió a ser líder entre 2000 y 2003).
- Estado: Fallecido en 2003, asesinado a balazos por Lemuel Idzik.
- Interpretado por: Eammon Walker.

Es el líder nato de los musulmanes negros de Oz, es un hombre tranquilo y sereno, con demasiados conocimientos sobre derecho penal, lo que se desprende de que fue un exitoso pero drogadicto abogado penal. Said se convirtió al islam y abandonó su verdadero nombre de Goodson Truman por Kareem Saïd, siempre está al pendiente de la situación de Oz y en especial del sistema carcelario estadounidense, muere en 2003 abatido a tiros por Lemuel Idzik.
- Asesinatos cometidos:
- Simon Adebisi: acuchillado en la espalda en defensa propia (2000).

- Miguel Álvarez: Recluso #97A413 condenado el 3 de febrero de 1997 por asalto con arma y daño criminal en segundo grado.

Sentencia: 15 años con derecho a la libertad condicional en 2.
- Banda : los Latinos (Líder hasta su destierro en 1998).
- Estado: Vivo.
- Interpretado por: Kirk Acevedo.

Es el mayor reo hispano de la serie, aunque a menudo el resto de los latinos lo discriminan por considerarlo demasiado gringo según Raoul el cid Hernández, aunque Enrique Morales lo respeta un poco. A medida en que avanza la serie, se le ve con serios trastornos mentales e intentos de suicidio, debido al miedo que tiene de quedar como su abuelo, quien paso la mayor parte de su vida en solitario.
- Asesinatos cometidos:
- Carlo Ricardo: acuchillado en el estómago en defensa propia (1999)
- Jorgue Vásquez: degollado con una hoja de afeitar gillette después de que este lo amenazara con matarlo (2001)

### Reos secundarios
- Enrique Morales: Recluso #00M871, condenado el 6 de abril de 2000 por asesinato en segundo grado.
- Sentencia: 25 años, con derecho a libertad condicional en 15.
- Banda: los Latinos (líder desde el 2000 hasta el 2003)
- Estado: Fallecido en 2003, cuando fue ahogado con una almohada por Carol Grace.
- Interpretado por: David Zayas.

Es el reo hispano de mejor situación económica (ya que la mayoría son pobres) pero igual de asesino y traficante que el resto, además de forjar grandes alianzas con Chucky Pancamo (el líder de los italianos), es de esos viejos hombres de negocios que manipulan los eventos por detrás, pero en 2003 eso le costaría su buena vida y su estancia de liderazgo, debido a una trampa del funcionario correccional Dave Brass, quien quería vengarse por ser el responsable de que Carlos Martínez le lastimara el tendón de Aquiles, curiosamente ambos mueren asesinados por la misma enfermera xenófoba y asesina en serie Carol Grace.
- Asesinatos cometidos:
- Hispano desconocido: arrojado hacia una barandilla electrificada (2000).
- Bian Yixhue: el y el resto de los latinos le dispararon en la cara con una pistola de grapas, para culpar a Burr Redding (2001).
- Coronel Edward Galson: después de una intensa pelea cerca de un ascensor, Morales aprieta el botón y un ascensor aplasta a Galson.

- Asesinatos ordenados:
- Raoul El Cid Hernández: ordenó su muerte por medio de Bob Rebadow, quien lo acuchilló en el cuello, con el fin de hacerse con el control de los Latinos (2000).

- Robert Bob Rebadow: Recluso #65R814, condenado el 9 de septiembre de 1965, por asesinato en primer grado.
- Sentencia: muerte, conmutado por cadena perpetua sin derecho a libertad condicional.
- Banda: ninguna.
- Estado: Vivo.
- Interpretado por: George Morfogen.

Es el reo más anciano (junto con William Giles y Ricardo Álvarez) de todo Oz, encarcelado desde 1965 por asesinar a su jefe (Rebadow es arquitecto de profesión), además de ser el reo más tranquilo y respetado. Debido a ello, Mcmanus siempre intenta hacer que su vejez sea lo más digna posible, como juntar dinero para un tratamiento contra el cáncer para su nieto Alex jr.
Es muy buen amigo de Agamemnon The Mole Busmalis.
- Asesinatos cometidos:
- Norton Pratt: acuchillado en el cuello con un tenedor después de que este se burlase de manera despectiva del proyecto inmobiliario de Rebadow (1965).
- Raoul El Cid Hernández: acuchillado en el cuello con un picahielos por orden de Enrique Morales.

- Jaz Hoyt: Recluso #98H432, condenado el 12 de agosto de 1998 por asalto agravado en primer grado.
- Sentencia: 8 años con derecho a libertad condicional en 4.
- Banda: los Moteros (Líder entre 1998 y 2002).
- Estado: Fallecido en 2003, al ser acuchillado por otro motero mientras dormía en la enfermería.
- Interpretado por: Evan Seinfeld.

Es el más conocido líder de los moteros, además de amigo de Schillinger, siempre le hacía algunos encargos a otras mentes maestras como Nikolai Stanislofsky o Timmy Kirk. Su verdadero origen es humilde: nació de una madre soltera y su verdadero nombre es John Oppenheimer Jr., solo que fue adoptado por una familia adinerada y su apellido cambió a Hoyt. Termina volviéndose loco al estar involucrado en la muerte del Reverendo Jeremiah Cloutier.
- Asesinatos cometidos:
- Brian Lawler, Adam Triconi y David Horton: todos asesinados por Hoyt en circunstancias desconocidas.
- Ralph Galino: el y los moteros lo envenenaron con dosis exageradas de diazepam, a petición de Nikolai Stanislofski (2000).
- Jim Burns: le rompió el cuello con una pesa después de que este intentase matarlo (2002).
- Timmy Kirk: lo electrocutó con un reflector durante la sesión de fotos de los condenados a muerte para MAXIM, solo porque no aguantaba sus delirios de locura (2003).

- Antonio Nino Schibetta: Recluso #95S604, condenado el 12 de diciembre de 1995 por dos cargos de conspiración de asesinato.
- Sentencia: 120 años con derecho a libertad condicional en 70.
- Banda: los Italianos (hasta 1997).
- Estado: Fallecido en 1997, murió de una hemorragia interna después de que Ryan O'Reily y Simon Adebisi le pusieran vidrio molido en sus comidas.
- Interpretado por: Tony Musante.

Es el primer líder de la mafia en Oz, muy respetado incluso hasta por altos cargos como el alcaide Leo Glynn y por el investigador privado Lenny Burrano. Además es temido por todo EM City, debido a sus conexiones. Viejo "cappi di tutti capi", controlaba el negocio de las drogas hasta que O'Reily conspiró para matarle. Al año siguiente su hijo Peter lo remplaza en el liderazgo, pero resulta ser un fiasco en comparación con su padre, ya que es violado por Adebisi y La Familia no lo respeta.
- Asesinatos ordenados:
- Johnny Post: ordenó que sus lacayos lo castraran y mutilaran por partes, para intimidar a Jefferson Keane.
- Paul Markstrom: arreglo su asesinato por medio de Adebisi, al descubrir que era un policía infiltrado.

- Richard Richie Hanlon: Recluso #98H462, condenado el 3 de junio de 1998 por tráfico y posesión de drogas.
- Sentencia: 8 años, con derecho a libertad condicional en 5, condenado en 1998 por dos cargos de asesinato en primer grado y condenado a muerte, pero revocado a su condena original en 1999.
- Banda: los Ga.

#### Otros personajes
Otros personajes no se incluyen en ninguna banda, como Ryan O'Reily, Cyril O'Reily, Augustus Hill, Tobias Beecher, Robert Rebadow, Agamemnon Busmalis, Chris Keller, Omar White, Donald Groves y varios más.

### Personal de la prisión
- El alcalde Leo Glynn (Ernie Hudson) es la máxima autoridad de Oz, el encargado de las decisiones más difíciles de la caótica prisión. Es un hombre sabio, imparcial, con experiencia y responsable. Empezó siendo guardia, como la mayoría de los funcionarios de Oz; y solamente algunas situaciones límite consiguen sacarle de quicio. Suele conceder a McManus lo que le pide, pues cree en su proyecto, aunque también su poder está subyugado a las decisiones del gobernador Devlin.

- Tim McManus (Terry Kinney) es el creador del proyecto experimental Emerald City, donde, en teoría, los conflictos se resuelven y los detenidos se rehabilitan. Es un hombre liberal, abierto, paciente e idealista. No pierde la confianza en sus ideas aunque, a veces, se ve sobrepasado por las situaciones. Trata siempre de hacer lo mejor pero no todo resulta como él quiere.

- La doctora Gloria Nathan (Lauren Vélez) es la encargada de dirigir la enfermería de Oz. Sus buenas intenciones contrastan con las difíciles situaciones que se le presentan, aunque, por fortuna, acaba arreglándolas con calma. Siente un gran amor por Ryan O'Reily.

- Peter Marie (Rita Moreno). Monja y psiquiatra, es la buena fe personificada. Hace todo lo posible para ayudar a McManus, a Glynn, a Beecher y a la Dra. Nathan y al Padre Mukada. Es abolicionista y lucha contra la pena de muerte con todo lo que puede. Dirige las sesiones de desintoxicación, las visitas conyugales y otras sesiones entre presos.

- Ray Mukada (B. D. Wong). Un sacerdote cristiano que, junto a la Hermana Peter Marie, ofrece ayuda espiritual para todo aquel que lo necesite. Organiza misas, confesiones y otros ritos religiosos.

- Otros personajes: Muchos otros funcionarios trabajan en varios capítulos o temporadas de Oz, como Diane Wittlesey, Clayton Hughes, Martin Querns, Sean Murphy o Karl Metzger.

## Ozen el mundo
Oz ha sido emitida por varias cadenas en muchos países. En la mayoría de ellos se emitió bien entrada la noche, y en muchos otros en canales de pago.
- Oz en canales públicos: SBS en Australia, Channel 2 en Israel, Italia 1 en Italia, Channel 4 en el Reino Unido, TG4 en Irlanda, SBT en Brasil, RTL 5 en Holanda, Nelonen en Finlandia, DR1 en Dinamarca, ETV en Estonia, HRT en Croacia, Televen en Venezuela, RPC TV Canal 4 en Panamá, Cubavisión en Cuba, Color Visión en República Dominicana, TN8, Nicaragua, Telemadrid en España.
- Oz en canales de pago: HBO en Estados Unidos, Digital+ y HBO España[1][2][3] en España, Série Club en Francia, TV3 y ZTV en Suecia y Noruega, Showcase en Canadá, Sic Radical en Portugal, MAX Prime en México, y en Sky Atlantic en Reino Unido e Irlanda.

## Premios
La serie ha ganado premios en diversos certámenes como:
- ALMA (1998, 1999, 2001, 2002)
- CableACE (1997)
- Casting Society of America (1998)
- Satellite (1999)